# Neuer jüdischer Friedhof (Fulda)

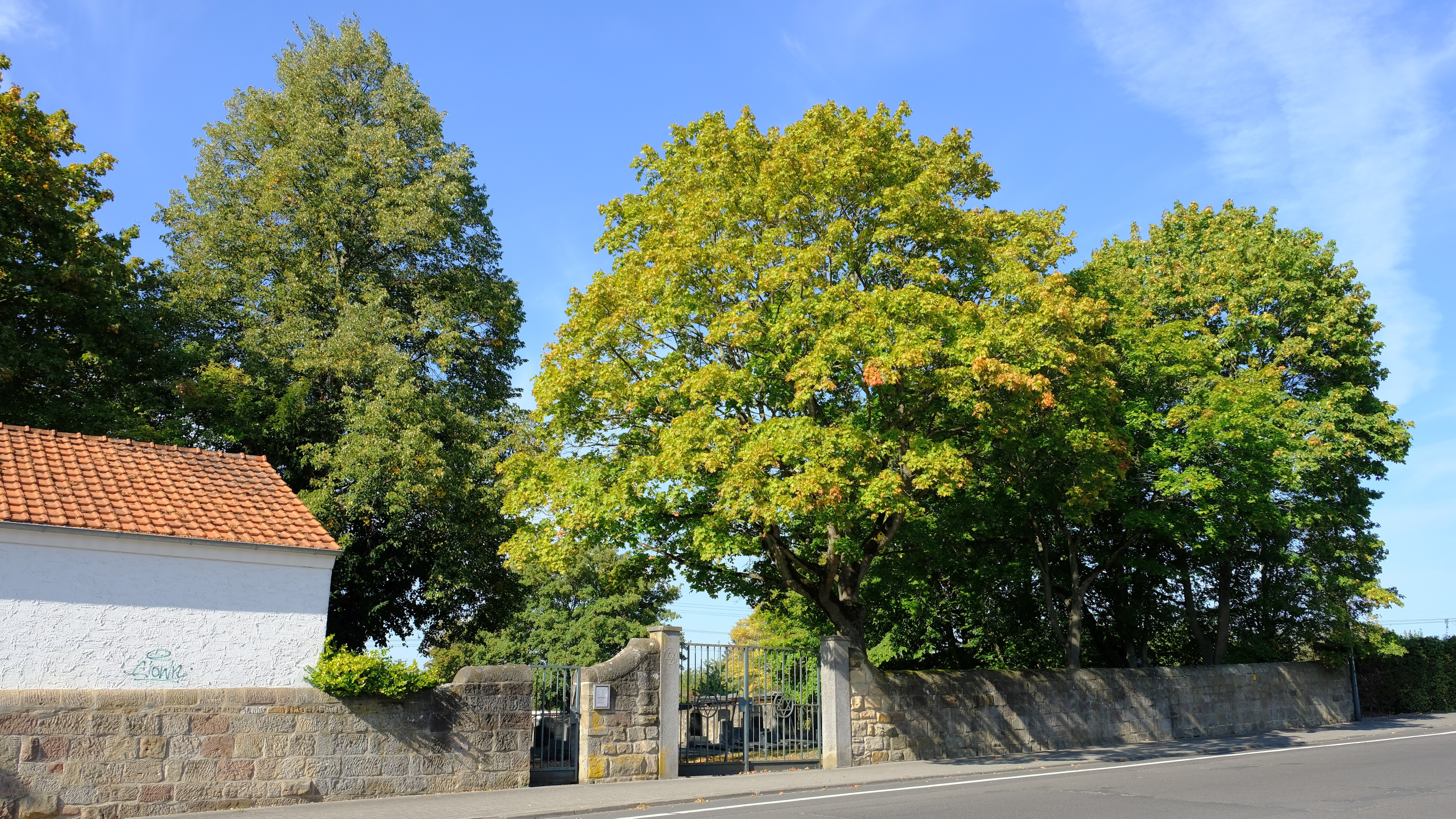
Eingang von der Heidelsteinstraße

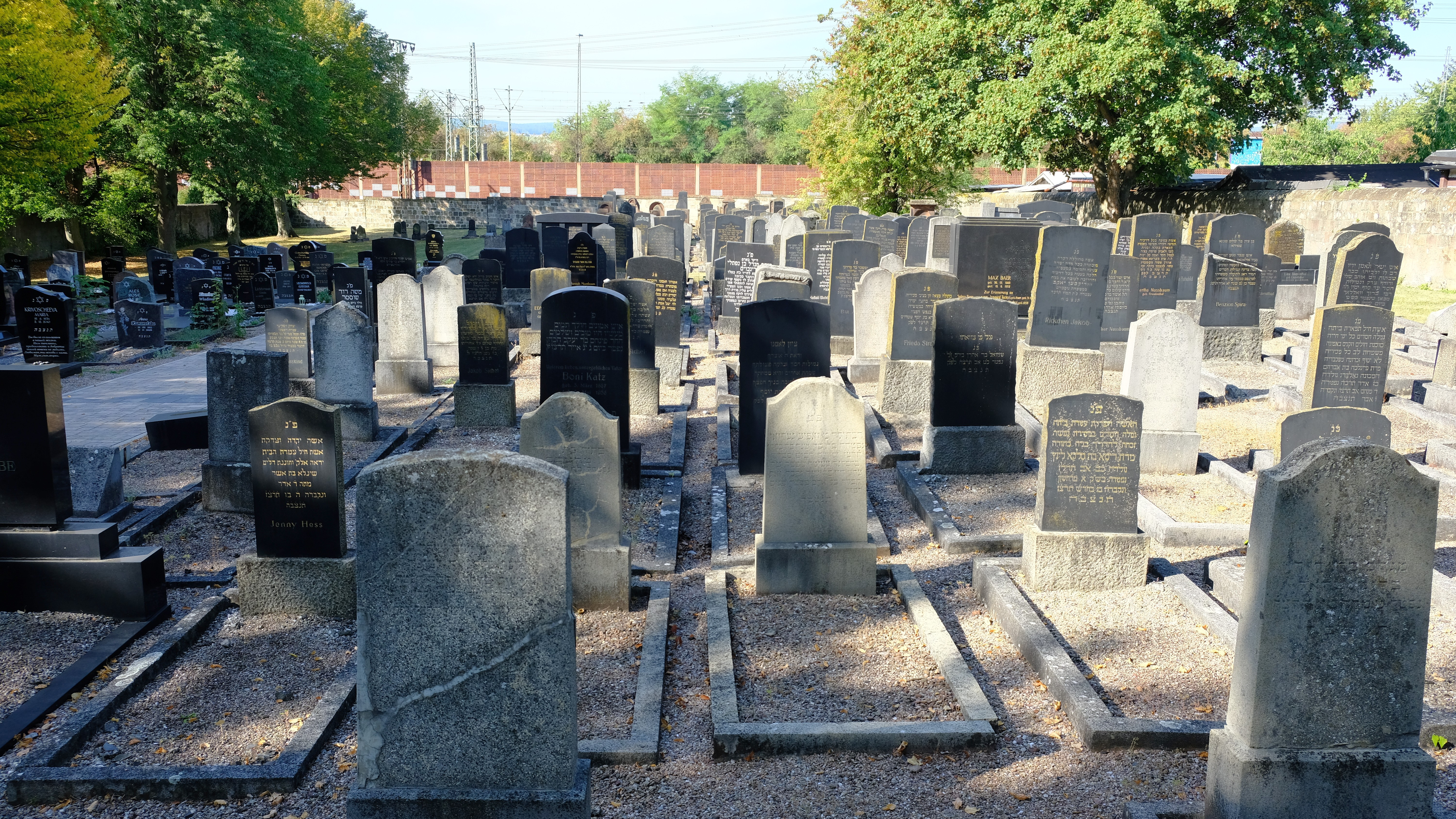
Auf dem Friedhof

Der Neue jüdische Friedhof Fulda ist ein Friedhof in der Stadt Fulda im Landkreis Fulda in Osthessen. Er ist ein geschütztes Kulturdenkmal und befindet sich im Bereich südlich der Bahnüberquerung der Mainstraße, westlich der Heidelsteinstraße und nördlich der Volkersbergstraße. Er wird bis in die Gegenwart als Friedhof der nach 1945 wieder begründeten jüdischen Gemeinde verwendet. Auf ihm befinden sich heute etwa 380 Grabstellen.

## Geschichte
Der Friedhof wurde im Jahr 1904 am damaligen Edelzeller Weg – heutige Heidelsteinstraße – angelegt. Von 1906 bis 1940 wurden auf einer Fläche von etwa 2500 m² etwa 400 Beisetzungen einschließlich Kindergräber vorgenommen. Das Friedhofsgrundstück war ursprünglich 10.490 m² groß. Beim Novemberpogrom 1938 wurden von Nationalsozialisten alle Grabsteine umgeworfen und das Totenhaus verwüstet. Im Herbst 1940 fanden auf diesem Friedhof die letzten Beisetzungen statt. Im Oktober 1940 wurde er geschlossen. Die in Fulda vor den Deportationen noch Verstorbenen wurden – bis März 1942 – in Weyhers beigesetzt.